# Saor Éire (groupe armé)
Pour les articles homonymes, voir Saor Éire.
Saor Éire (anglais : Saor Éire Action Group, français : Irlande libre) est un groupe armé républicain d'extrême gauche actif de 1967 à 1975 en république d'Irlande et en Irlande du Nord. Il est issu d'une scission de l'Irish Republican Army et d'une organisation trotskiste, l'Irish Workers' Group (en). Il est responsable de plusieurs braquages et de quelques attentats. La mort d'un policier irlandais le 21 janvier 1970 au cours d'un braquage entraîne une politique sécuritaire en république d'Irlande, le gouvernement menaçant de rétablir l'internement prévu par l'Offences against the State Act de 1939. Infiltré par les services secrets britanniques, le groupe disparaît en 1975 après avoir menacé l'Irish Republican Socialist Party et l'Official Irish Republican Army. L'organisation est placée sur la liste officielle des organisations terroristes du Royaume-Uni. Responsable de la mort de trois personnes, elle perd trois de ses membres pendant le conflit.